# Castillo Sturdza

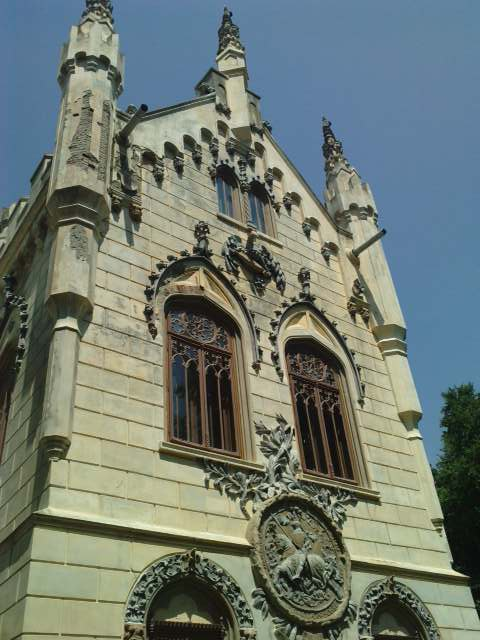
El castillo Sturdza

El castillo o palacio Sturdza es un complejo arquitectónico construido en estilo neogótico entre los años 1880 y 1904. Los fundadores del castillo fueron Gheorghe Sturdza y su esposa María. El castillo está situado en Miclăuşeni, provincia de Iaşi (Rumanía), a 20 km del municipio de Roman y 65 km de la ciudad de Iaşi. Pertenece a la Mitropolia de Moldavia y Bucovina de la Iglesia Ortodoxa Rumana.
El conjunto incluye los recintos del monasterio Miclăuşeni, la sala de mesas, el cementerio, las habitaciones para los peregrinos, un parque del siglo XIX y otras dependencias.
- Datos: Q6430845
- Multimedia: Sturdza Castle of Miclăușeni / Q6430845